# Предельный цикл
Предельный цикл — это один из возможных вариантов стационарного состояния системы в теории динамических систем и дифференциальных уравнений; предельным циклом векторного поля на фазовой плоскости или, более обобщённо, на каком-либо двумерном многообразии называется замкнутая (периодическая) траектория  этого векторного поля, в окрестности которой нет других периодических траекторий. Эквивалентным является утверждение, что всякая достаточно близкая к предельному циклу траектория стремится к нему либо в прямом, либо в обратном времени. 
Теоремы Пуанкаре — Бендиксона и Андронова — Понтрягина утверждают, что типичная система с непрерывным временем на плоскости (физически говоря — состояние которой задаётся двумя вещественными параметрами, скажем, напряжением и током, или положением и скоростью точки на прямой) может стремиться только к положению равновесия или к предельному циклу.

## Динамика в окрестности предельного цикла

Притягивающий предельный цикл и отображение Пуанкаре на трансверсали к нему

Как следует из определения, с каждой из сторон предельный цикл является либо отталкивающим, либо притягивающим. Если поведение с обеих сторон одинаково — цикл называется соответственно отталкивающим или притягивающим. Если же с одной стороны происходит притяжение, а с другой отталкивание — говорят о полуустойчивом цикле.
Поведение траекторий, близких к предельному циклу, описывается отображением Пуанкаре на отрезке, трансверсальном к циклу, — для этого отображения точка, соответствующая циклу, является неподвижной. Так, цикл является притягивающим или отталкивающим тогда и только тогда, когда эта точка соответственно притягивающая или отталкивающая. Цикл называется гиперболическим, если соответствующая неподвижная точка гиперболична — то есть, имеет производную, отличную от {\displaystyle \pm 1}. В этом случае, если производная по модулю больше 1, цикл неустойчив, если меньше — устойчив.
Стоит отметить, что обычно — в частности, для динамики на плоскости или на сфере (вообще, исключая только случай динамики на неориентируемом многообразии) — отображение Пуанкаре сохраняет ориентацию, поэтому часто говорят просто о производной отображения Пуанкаре, не оговаривая отдельно взятие её модуля.
Гиперболические предельные циклы не разрушаются малыми возмущениями — если у исходного векторного поля был гиперболический предельный цикл, то у любого поля, {\displaystyle C^{1}}-близкого к нему, также найдётся близкий к исходному гиперболический предельный цикл.

## Бифуркации

### Седлоузловая бифуркация
Наиболее простой бифуркацией, связанной с предельными циклами, является седлоузловая бифуркация: два гиперболических предельных цикла, отталкивающий и притягивающий, сближаются. В момент бифуркации они сливаются, образуя один полуустойчивый цикл, который при дальнейшем изменении параметра исчезает.
С точки зрения комплексификации (в случае аналитического векторного поля) эта бифуркация может рассматриваться как уход предельного цикла в комплексную область.

### Катастрофа голубого неба
Однако на бутылке Клейна или при рассмотрении комплексифицированных предельных циклов возможна и более сложная бифуркация — так называемая катастрофа голубого неба. А именно, при стремлении параметра к критическому значению длина (одного!) предельного цикла начинает нарастать, стремясь к бесконечности, и поэтому он не продолжается на сам момент бифуркации.

## Физический пример: осциллятор Ван дер Поля

- Осциллятор Ван дер Поля
- Van der Pol oscillator Архивная копия от 9 июля 2009 на Wayback Machine в Scholarpedia.

## 16-я проблема Гильберта
Вторая часть 16-й проблемы Гильберта касается возможного количества и расположения предельных циклов полиномиальных векторных полей на плоскости. В отличие от первой — алгебраической — части, требующей описать расположение овалов алгебраической кривой заданной степени, даже для квадратичных векторных полей неизвестно существование равномерной оценки сверху на число предельных циклов.